# Tipula (Nippotipula) phaedina
Tipula (Nippotipula) phaedina is een tweevleugelige uit de familie langpootmuggen (Tipulidae). De soort komt voor in het Palearctisch en Oriëntaals gebied.